# 江原節
江原 節（えはら せつ、1869年11月9日（明治2年10月6日） - 1921年（大正10年）1月19日）は、日本の政治家・衆議院議員（立憲政友会）、弁護士。族籍は栃木県平民。

## 経歴
下野国河内郡平石村（現在の栃木県宇都宮市）に生まれる。栃木県平民・吉沢直次郎の弟。1889年（明治22年）、江原常蔵の死跡を相続する。はじめ栃木県師範学校に入学したが、東京専門学校（現在の早稲田大学）に移り、法律学を研究し、1890年（明治23年）に邦語法律科を卒業した。
代言人試験に合格した。1893年（明治26年）、弁護士事務所を宇都宮に設け、訴訟事務に従事する。宇都宮市会議員、同参事会員に選出された。
1906年（明治39年）、衆議院議員に補欠当選を果たし、第10回衆議院議員総選挙で再選を果たした。

## 家族
江原家
- 妻[5]
- 養子・三郎（1894年 - 1965年、弁護士、衆議院議員、宇都宮市長）